# Nazionale maschile di calcio del Suriname
La nazionale di calcio del Suriname è la rappresentativa calcistica nazionale dell'omonimo paese, posta sotto l'egida della Suriname Voetbal Bond.
Nonostante il Suriname si trovi in Sudamerica, esso è affiliato alla CONCACAF, organizzazione che racchiude tutte le federazioni calcistiche dell'America Centrale, Settentrionale e dei Caraibi, così come la Guyana e la Guyana francese.
Il risultato più importante della storia di questa selezione si è concretizzato nel 1978 con la vittoria del Campionato caraibico di calcio. Inoltre questa è l'unica competizione internazionale che il Suriname ha ospitato, nel 1979, quando si aggiudicò il terzo posto.
Prima dell'indipendenza dai Paesi Bassi, ottenuta nel 1975, la squadra era conosciuta con il nome di Guyana olandese.
Tra la fine degli anni novanta e l'inizio dei 2000 alcuni giocatori originari del Suriname hanno preferito rappresentare la Nazionale olandese: tra di essi i più noti sono Edgar Davids, Clarence Seedorf, Michael Reiziger, Aron Winter, Jimmy Floyd Hasselbaink, Romeo Castelen, Ruud Gullit, Frank Rijkaard e Patrick Kluivert. In alcuni tornei non ufficiali la squadra ha schierato giocatori di primo livello come Edgar Davids e altri ex-orange, che altrimenti non avrebbero potuto far parte di questa Nazionale dopo aver vestito la maglia di un'altra rappresentativa.
Il 2021 ha segnato l'esordio del Suriname alla Gold Cup (nuova denominazione del Campionato CONCACAF): il primo posto nel gruppo D nella Lega B della CONCACAF Nations League 2019-2020 è valsa loro la qualificazione nell'apposita edizione; accoppiato nel gruppo C insieme a Costa Rica, Giamaica e Guadalupa, il Suriname ha chiuso al terzo posto del girone.
Occupa il 136º posto del ranking FIFA.

## Palmarès
- Campionato caraibico di calcio: 1

1978 

## Partecipazioni ai tornei internazionali
Legenda: Grassetto: Risultato migliore, Corsivo: Mancate partecipazioni

### Campionato CONCACAF
La A-Selektie ha partecipato al Campionato CONCACAF, l'antenato della Gold Cup, per due volte: nel 1977 (sesto posto) e nel 1985 (primo turno).

### Coppa dei Caraibi[5]
I Suriboys hanno partecipato alla Coppa dei Caraibi in sette occasioni, vincendo la prima edizione nel 1978 e arrivando sul gradino più basso del podio l'anno successivo in casa.

### Campionato CCCF
La selezione del Suriname, all'epoca Guyana olandese, ha disputato un'unica edizione del Campionato centroamericano e caraibico di calcio, terminando al quarto posto.

### Giochi panamericani
La nazionale surinamese ha partecipato ai Giochi panamericani in una sola occasione, nel 1991, fermandosi al primo turno.

### Coupe des Caraïbes
I surinamesi, all'epoca con il nome di Guyana olandese, hanno preso parte all'unica Coupe des Caraïbes che ha avuto luogo nel 1948, fermandosi in semifinale.

## Statistiche dettagliate sui tornei internazionali
In grassetto i risultati migliori.

In corsivo le edizioni a cui il Suriname non ha partecipato.

### Mondiali
| Anno | Luogo                    | Piazzamento                         | V | N | P | Gol |
| ---- | ------------------------ | ----------------------------------- | - | - | - | --- |
| 1930 | Uruguay                  | Non partecipante                    | - | - | - | -   |
| 1934 | Italia                   | Non partecipante                    | - | - | - | -   |
| 1938 | Francia                  | Ritirata prima delle qualificazioni | - | - | - | -   |
| 1950 | Brasile                  | Non partecipante                    | - | - | - | -   |
| 1954 | Svizzera                 | Non partecipante                    | - | - | - | -   |
| 1958 | Svezia                   | Non partecipante                    | - | - | - | -   |
| 1962 | Cile                     | Non qualificata                     | - | - | - | -   |
| 1966 | Inghilterra              | Non qualificata                     | - | - | - | -   |
| 1970 | Messico                  | Non qualificata                     | - | - | - | -   |
| 1974 | Germania Ovest           | Non qualificata                     | - | - | - | -   |
| 1978 | Argentina                | Non qualificata                     | - | - | - | -   |
| 1982 | Spagna                   | Non qualificata                     | - | - | - | -   |
| 1986 | Messico                  | Non qualificata                     | - | - | - | -   |
| 1990 | Italia                   | Non partecipante                    | - | - | - | -   |
| 1994 | Stati Uniti              | Non qualificata                     | - | - | - | -   |
| 1998 | Francia                  | Non qualificata                     | - | - | - | -   |
| 2002 | Giappone / Corea del Sud | Non qualificata                     | - | - | - | -   |
| 2006 | Germania                 | Non qualificata                     | - | - | - | -   |
| 2010 | Sudafrica                | Non qualificata                     | - | - | - | -   |
| 2014 | Brasile                  | Non qualificata                     | - | - | - | -   |
| 2018 | Russia                   | Non qualificata                     | - | - | - | -   |
| 2022 | Qatar                    | Non qualificata                     | - | - | - | -   |

### Campionato CONCACAF/Gold Cup
| Anno | Luogo                               | Piazzamento                        | V | N | P | Gol  |
| ---- | ----------------------------------- | ---------------------------------- | - | - | - | ---- |
| 1963 | El Salvador                         | Non partecipante                   | - | - | - | -    |
| 1965 | Guatemala                           | Non partecipante                   | - | - | - | -    |
| 1967 | Honduras                            | Non partecipante                   | - | - | - | -    |
| 1969 | Costa Rica                          | Non partecipante                   | - | - | - | -    |
| 1971 | Trinidad e Tobago                   | Ritirata durante le qualificazioni | - | - | - | -    |
| 1973 | Haiti                               | Non qualificata                    | - | - | - | -    |
| 1977 | Messico                             | Sesto posto                        | 0 | 0 | 5 | 6:17 |
| 1981 | Honduras                            | Non qualificata                    | - | - | - | -    |
| 1985 | Itinerante                          | Primo turno                        | 0 | 1 | 3 | 2:9  |
| 1989 | Itinerante                          | Non partecipante                   | - | - | - | -    |
| 1991 | Stati Uniti                         | Non qualificata                    | - | - | - | -    |
| 1993 | Stati Uniti / Messico               | Ritirata durante le qualificazioni | - | - | - | -    |
| 1996 | Stati Uniti                         | Non qualificata                    | - | - | - | -    |
| 1998 | Stati Uniti                         | Non qualificata                    | - | - | - | -    |
| 2000 | Stati Uniti                         | Non qualificata                    | - | - | - | -    |
| 2002 | Stati Uniti                         | Non qualificata                    | - | - | - | -    |
| 2003 | Stati Uniti / Messico               | Ritirata durante le qualificazioni | - | - | - | -    |
| 2005 | Stati Uniti                         | Non qualificata                    | - | - | - | -    |
| 2007 | Stati Uniti                         | Non qualificata                    | - | - | - | -    |
| 2009 | Stati Uniti                         | Non qualificata                    | - | - | - | -    |
| 2011 | Stati Uniti                         | Non qualificata                    | - | - | - | -    |
| 2013 | Stati Uniti                         | Non qualificata                    | - | - | - | -    |
| 2015 | Stati Uniti / Canada                | Non qualificata                    | - | - | - | -    |
| 2017 | Stati Uniti                         | Non qualificata                    | - | - | - | -    |
| 2019 | Stati Uniti / Costa Rica / Giamaica | Non qualificata                    | - | - | - | -    |
| 2021 | Stati Uniti                         | Primo turno                        | 1 | 0 | 2 | 3:5  |
| 2023 | Stati Uniti / Canada                | Non qualificata                    | - | - | - | -    |
| 2025 | Stati Uniti / Canada                | Primo turno                        | 0 | 1 | 2 | 3:6  |

### Olimpiadi
| Anno | Luogo     | Piazzamento      | V | N | P | Gol |
| ---- | --------- | ---------------- | - | - | - | --- |
| 1920 | Anversa   | Non partecipante | - | - | - | -   |
| 1924 | Parigi    | Non partecipante | - | - | - | -   |
| 1928 | Amsterdam | Non partecipante | - | - | - | -   |
| 1936 | Berlino   | Non partecipante | - | - | - | -   |
| 1948 | Londra    | Non partecipante | - | - | - | -   |

- Nota bene: per le informazioni sui risultati ai Giochi olimpici nelle edizioni successive al 1948 visionare la pagina della nazionale olimpica.

### Confederations Cup
| Anno | Luogo                    | Piazzamento     | V | N | P | Gol |
| ---- | ------------------------ | --------------- | - | - | - | --- |
| 1992 | Arabia Saudita           | Non invitata    | - | - | - | -   |
| 1995 | Arabia Saudita           | Non invitata    | - | - | - | -   |
| 1997 | Arabia Saudita           | Non qualificata | - | - | - | -   |
| 1999 | Messico                  | Non qualificata | - | - | - | -   |
| 2001 | Corea del Sud / Giappone | Non qualificata | - | - | - | -   |
| 2003 | Francia                  | Non qualificata | - | - | - | -   |
| 2005 | Germania                 | Non qualificata | - | - | - | -   |
| 2009 | Sudafrica                | Non qualificata | - | - | - | -   |
| 2013 | Brasile                  | Non qualificata | - | - | - | -   |
| 2017 | Russia                   | Non qualificata | - | - | - | -   |

### Coppa dei Caraibi
| Anno | Luogo                                   | Piazzamento                     | V | N | P | Gol |
| ---- | --------------------------------------- | ------------------------------- | - | - | - | --- |
| 1978 | Trinidad e Tobago                       | Campione                        | 3 | 0 | 0 | 8:0 |
| 1979 | Suriname                                | Terzo posto                     | 1 | 0 | 2 | 5:4 |
| 1981 | Porto Rico                              | Non qualificata                 | - | - | - | -   |
| 1983 | Guyana francese                         | Non qualificata                 | - | - | - | -   |
| 1985 | Barbados                                | Quarto posto                    | 0 | 2 | 1 | 2:4 |
| 1988 | Martinica                               | Non qualificata                 | - | - | - | -   |
| 1989 | Barbados                                | Non partecipante                | - | - | - | -   |
| 1990 | Trinidad e Tobago                       | Non qualificata                 | - | - | - | -   |
| 1991 | Giamaica                                | Non qualificata                 | - | - | - | -   |
| 1992 | Trinidad e Tobago                       | Primo turno                     | 0 | 1 | 2 | 2:6 |
| 1993 | Giamaica                                | Ritirata dopo le qualificazioni | - | - | - | -   |
| 1994 | Trinidad e Tobago                       | Quarto posto                    | 1 | 1 | 3 | 5:8 |
| 1995 | Isole Cayman / Giamaica                 | Non qualificata                 | - | - | - | -   |
| 1996 | Trinidad e Tobago                       | Quarto posto                    | 0 | 1 | 2 | 2:6 |
| 1997 | Antigua e Barbuda / Saint Kitts e Nevis | Non partecipante                | - | - | - | -   |
| 1998 | Giamaica / Trinidad e Tobago            | Non qualificata                 | - | - | - | -   |
| 1999 | Trinidad e Tobago                       | Non qualificata                 | - | - | - | -   |
| 2001 | Trinidad e Tobago                       | Primo turno                     | 0 | 1 | 2 | 4:9 |
| 2005 | Barbados                                | Non qualificata                 | - | - | - | -   |
| 2007 | Trinidad e Tobago                       | Non qualificata                 | - | - | - | -   |
| 2008 | Giamaica                                | Non qualificata                 | - | - | - | -   |
| 2010 | Martinica                               | Non qualificata                 | - | - | - | -   |
| 2012 | Antigua e Barbuda                       | Non qualificata                 | - | - | - | -   |
| 2014 | Giamaica                                | Non qualificata                 | - | - | - | -   |
| 2017 | Martinica                               | Non qualificata                 | - | - | - | -   |

### Campionato CCCF
| Anno | Luogo   | Piazzamento  | V | N | P | Gol |
| ---- | ------- | ------------ | - | - | - | --- |
| 1960 | L'Avana | Quarto posto | 1 | 1 | 2 | 4:5 |

### Giochi panamericani
| Anno | Luogo   | Piazzamento | V | N | P | Gol |
| ---- | ------- | ----------- | - | - | - | --- |
| 1991 | L'Avana | Primo turno | 1 | 1 | 1 | 4:3 |

### Coupe des Caraïbes
| Anno | Luogo      | Piazzamento | V | N | P | Gol  |
| ---- | ---------- | ----------- | - | - | - | ---- |
| 1948 | Itinerante | Semifinale  | 2 | 0 | 1 | 10:6 |

## Rosa attuale
Lista dei giocatori convocati per la CONCACAF Gold Cup 2025, che si è svolta in Canada e negli Stati Uniti d'America, dal 14 giugno al 6 luglio 2025. 
Presenze e reti aggiornate al 22 giugno 2025, al termine della gara contro la Rep. Dominicana, dopo la quale sono stati eliminati dalla competizione.
| 1  | P | Warner Hahn            | 15 giugno 1992 (32 anni)    | 26 | -26 | Hammarby        |  |  |
| 13 | P | Jonathan Fonkel        | 15 aprile 2005 (20 anni)    | 0  | 0   | Robinhood       |  |  |
| 23 | P | Etienne Vaessen        | 26 luglio 1995 (29 anni)    | 9  | -13 | Groningen       |  |  |
| 26 | P | Ishan Kort             | 1º giugno 2000 (25 anni)    | 1  | 0   | Hebăr Pazardžik |  |  |
|    |   |                        |                             |    |     |                 |  |  |
| 2  | D | Anfernee Dijksteel     | 27 ottobre 1996 (28 anni)   | 13 | 0   | Middlesbrough   |  |  |
| 3  | D | Liam van Gelderen      | 23 marzo 2001 (24 anni)     | 12 | 0   | RKC Waalwijk    |  |  |
| 4  | D | Dion Malone            | 13 febbraio 1989 (36 anni)  | 28 | 0   | Karmiōtissa     |  |  |
| 5  | D | Ridgeciano Haps        | 12 giugno 1993 (32 anni)    | 24 | 2   | Venezia         |  |  |
| 12 | D | Myenty Abena           | 12 dicembre 1994 (30 anni)  | 27 | 1   | Spartak Mosca   |  |  |
| 15 | D | Yannick Leliendal      | 23 aprile 2002 (23 anni)    | 1  | 0   | Volendam        |  |  |
| 17 | D | Djevencio van der Kust | 30 aprile 2001 (24 anni)    | 14 | 2   | Beerschot VA    |  |  |
| 19 | D | Shaquille Pinas        | 19 marzo 1998 (27 anni)     | 29 | 4   | Hammarby        |  |  |
|    |   |                        |                             |    |     |                 |  |  |
| 6  | C | Immanuel Pherai        | 25 aprile 2001 (24 anni)    | 11 | 1   | Amburgo         |  |  |
| 8  | C | Justin Lonwijk         | 21 dicembre 1999 (25 anni)  | 9  | 3   | Viborg          |  |  |
| 10 | C | Denzel Jubitana        | 6 maggio 1999 (26 anni)     | 11 | 1   | Atromītos       |  |  |
| 14 | C | Jean-Paul Boëtius      | 22 marzo 1994 (31 anni)     | 3  | 0   | Darmstadt       |  |  |
| 16 | C | Renske Adipi           | 1º agosto 1999 (25 anni)    | 7  | 0   | Robinhood       |  |  |
| 18 | C | Jayden Turfkruier      | 25 settembre 2002 (22 anni) | 3  | 0   | Telstar         |  |  |
| 22 | C | Kenneth Paal           | 24 giugno 1997 (27 anni)    | 17 | 0   | QPR             |  |  |
| 24 | C | Dhoraso Klas           | 30 gennaio 2001 (24 anni)   | 10 | 0   | Iberia 1999     |  |  |
|    |   |                        |                             |    |     |                 |  |  |
| 7  | A | Gyrano Kerk            | 2 dicembre 1995 (29 anni)   | 11 | 2   | Anversa         |  |  |
| 9  | A | Richonell Margaret     | 7 luglio 2000 (24 anni)     | 6  | 1   | RKC Waalwijk    |  |  |
| 11 | A | Shaquille Stein        | 7 luglio 2000 (24 anni)     | 0  | 0   | Cavalier        |  |  |
| 20 | A | Gleofilo Vlijter       | 17 settembre 1999 (25 anni) | 31 | 15  | OFK Belgrado    |  |  |
| 21 | A | Jaden Montnor          | 9 agosto 2002 (22 anni)     | 13 | 3   | Arīs Limassol   |  |  |
| 25 | A | Jamilhio Rigters       | 11 novembre 1999 (25 anni)  | 18 | 4   | Cavalier        |  |  |

## Record individuali
Statistiche aggiornate al 22 giugno 2025.
- In grassetto i giocatori ancora in attività con la maglia della nazionale.

### Record presenze
| Pos. | Giocatore         | Presenze | Reti | Periodo   |
| ---- | ----------------- | -------- | ---- | --------- |
| 1    | Marlon Felter     | 48       | 6    | 2004-2011 |
| 2    | Stefano Rijssel   | 36       | 14   | 2010-2019 |
| 3    | Clifton Sandvliet | 33       | 12   | 2000-2008 |
| 4    | Gleofilo Vlijter  | 31       | 15   | 2015-     |
| 5    | Dimitrie Apai     | 30       | 5    | 2013-2022 |
| 5    | Sergino Eduard    | 30       | 1    | 2013-2022 |
| 7    | Germaine van Dijk | 29       | 1    | 2006-2011 |
| 7    | Shaquille Pinas   | 29       | 4    | 2021      |
| 9    | Ronny Aloema      | 28       | 4    | 2008-2012 |
| 9    | Dion Malone       | 28       | 0    | 2021      |

### Record reti
| Pos. | Giocatore         | Reti | Presenze | Periodo   |
| ---- | ----------------- | ---- | -------- | --------- |
| 1    | Gleofilo Vlijter  | 15   | 31       | 2015-     |
| 2    | Stefano Rijssel   | 14   | 36       | 2010-2019 |
| 3    | Clifton Sandvliet | 12   | 33       | 2000-2008 |
| 4    | Nigel Hasselbaink | 8    | 9        | 2019-     |
| 4    | Ivenzo Comvalius  | 8    | 20       | 2018-     |
| 4    | Benny Kejansi     | 8    | 13       | 1996-2002 |
| 4    | Wensley Christoph | 8    | 25       | 2004-2010 |
| 8    | Marlon Felter     | 6    | 48       | 2004-2011 |

## Tutte le rose

### Gold Cup
CONCACAF Gold Cup 20211 Hahn, 2 Dankerlui, 3 Klaiber, 4 Malone, 5 Haps, 6 Koolwijk, 7 Jozefzoon, 8 Alberg, 9 Hasselbaink, 10 Verwey, 11 Becker, 12 Nibte, 13 Kohinor, 14 Eduard, 15 Donk, 16 Donald, 17 Apai, 18 Leerdam, 19 Amoeferie, 20 Vlijter, 21 Biseswar, 22 Comvalius, 23 Kort, CT: Gorrê
CONCACAF Gold Cup 20251 Hahn, 2 Dijksteel, 3 van Gelderen, 4 Malone, 5 Haps, 6 Pherai, 7 Kerk, 8 Lonwijk, 9 Margaret, 10 Jubitana, 11 Stein, 12 Abena, 13 Fonkel, 14 Boëtius, 15 Leliendal, 16 Adipi, 17 van der Kust, 18 Turfkruier, 19 Pinas, 20 Vlijter, 21 Montnor, 22 Paal, 23 Vaessen, 24 Klas, 25 Rigters, 26 Kort, CT: Menzo